# Sabie de ofițer cavalerie, model 1909
Sabia de ofițer cavalerie, model 1909 a fost o armă albă din categoria săbiilor, aflată în dotarea ofițerilor  Armatei României din arma cavaleriei, în Primul Război Mondial. Săbiile au fost fabricate de firma Pack Chliger & Co din Solingen. 
Sabia avea lamă dreaptă din oțel, cu tăiș și contratăiș, fiind gravată cu ornamente florale și însemnele regale, ca și modelul 1893. Garda era asemănătoare cu a sabiei model 1893, însă ramura interioară era recurbată spre lamă. Mânerul era confecționat din ebonită neagră, identic ca la săbiile de cavalerie, pentru trupă, model 1906. Garda și partea posterioară a mânerului, cu capul de vultur, erau nichelate . Teaca era din oțel brunat, având o brățară și două inele pentru prindere.